# Філатов (селище)
Філатов (рос. Филатов) — селище у Чернишковському районі Волгоградської області Російської Федерації.
Населення становить 174 особи. Входить до складу муніципального утворення Сизовське сільське поселення.

## Історія
Селище розташоване у межах українського історичного та культурного регіону Жовтий Клин.
Згідно із законом від 14 грудня 2004 року № 976-ОД органом місцевого самоврядування є Сизовське сільське поселення.

## Населення
| 2010 |
| ---- |
| 174  |